# Янноне, Филиппо
Филиппо Янноне (итал. Filippo Iannone; род. 13 декабря 1957, Неаполь, Италия) — итальянский куриальный прелат, кармелит. Титулярный епископ Небби и вспомогательный епископ Неаполя с 12 апреля 2001 по 19 июня 2009. Епископ Сора—Кассино—Аквино—Понтекорво с 19 июня 2009 по 31 января 2012. Наместник Рима с 31 января 2012 по 11 ноября 2017. Архиепископ ad personam с 31 января 2012. Секретарь-адъюнкт Папского Совета по интерпретации законодательных текстов с 11 ноября 2017 по 7 апреля 2018. Префект Дикастерии по интерпретации законодательных текстов с 7 апреля 2018. 